# Dovid Rappaport
Pour les articles homonymes, voir Rappaport.
David HaKohen Rappoport ou Dovid Rappaport ou Dovid Rapaport, né en 1890 à Minsk, dans l'Empire russe, aujourd'hui en Biélorussie et mort au Goulag, le 23 septembre 1941 à Medvejiegorsk, en Union soviétique, aujourd'hui en Russie, est un rabbin orthodoxe, haredi, Rosh Yeshiva de la Yechiva Ohel Torah-Baranovich, établie à  Baranavitchy (Baranowicze) en Biélorussie, avec le rabbin Elchanan Wasserman.

## Biographie
Dovid Rappaport est né en 1890 à Minsk, dans l'Empire russe, aujourd'hui en Biélorussie. Il est le fils du rabbin 
Akiva HaKohen Rapaport et de Chaya Sarah Ettinger. Akiva Rapaport est né à Minsk et est mort en 1914 à Gdańsk, en Pologne. Chaya Sarah Ettinger est morte en 1901 à Minsk.
Dovid Rappaport a cinq sœurs: Chana Rivka Rosenbaum, Sima Birenbaum, Raizel Rapaport (épouse Lifschitz), puis épouse Gorelik), Freidel Rapaportet Mirel Rapaport ainsi que deux frères : Avraham HaKohen Rapaport (né à Minsk) et Eliyahu HaKohen Rapaport.
Il épouse en 1931 Fruma Gringas (ou Greengras), née à Krementchouk, en Ukraine. C'est un second mariage pour elle, son premier époux est Moshe Ezriel Segal, avec qui elle a cinq enfants. Fruma Gringas est la fille de Chaim Dov Ber Gringas, Krementchouk, en Ukraine, mort circa 1928 à Grodno, en Biélorussie, et de Yenta Asna Gringas.
Dovid Rappaport et Fruma Rappoprt n'ont pas d'enfants ensemble.

### Études
Il étudie d'abord à la Yechiva de Slobodka, puis en 1915 à la Yechiva de Ponevezh.

### Kollel de Slobodka
Après la Première Guerre mondiale, Nosson Tzvi Finkel, l'Alter de Slobodka lui demande de faire partie du nouveau Kollel de Slobodka.

### Yechiva Ohel Torah-Baranovich
Il devient en 1928, Maggid Shiur et Rosh Yeshiva à la Yechiva Ohel Torah-Baranovich, établie à  Baranavitchy (Baranowicze) en Biélorussie, avec le rabbin Elchanan Wasserman.

### Seconde Guerre mondiale
Lorsque la Seconde Guerre mondiale éclate, Dovid Rappaport, son épouse, et les étudiants de la Yechiva Ohel Torah-Baranovich s'enfuient en Lituanie. Avec l'invasion de la Lituanie par les nazis puis par l'armée rouge, Dovid Rappaport demeure le dernier dirigeant de la Yechiva, après l'arrestation et l'exécution du rabbin Elchonon Wasserman le  6 juillet 1941 à Kaunas. Durant l'été de 1941, les Russes arrêtent et déportent Dovid Rappaport, dans un camp de travail en Russie, près de Petrozavodsk. L'endroit est un des plus glacials en Russie. Dovid Rappaport ne survit pas aux conditions de froid et de famine. Il meurt le second jour de Roch Hachanah (2e jour de Tishri), le 23 septembre 1941. Avant de mourir, il demande qu'on informe sa femme de sa mort, pour qu'elle ne devienne pas une agounah. Elle se trouve alors exilée ailleurs en Russie. D'après une lettre qu'elle écrit de Djamboul (Taraz)  Kazakhstan en 1944, il apparait qu'elle ne sait toujours pas que son mari n'est plus en vie.
Fruma Rappaport meurt victime de la Shoah en Union soviétique.

## Œuvres
- (he) Mikdash Dovid
- (he) Tsemach Dovid, 1925

## Élèves
- Avrohom Dovid Niznik, Grand-rabbin de Montréal[17]
- Simcha Sheps